# إل. بي. كلوف
إل. بي. كلوف (بالإنجليزية: L. B. Clough)‏ هو سياسي أمريكي، ولد في 12 مايو 1850 في واتربوري في الولايات المتحدة، وتوفي في 6 يوليو 1926 في فانكوفر في الولايات المتحدة. حزبياً، نشط في الحزب الجمهوري.